# Biker Like an Icon
Biker Like an Icon (englisch „Ein Motorradfahrer wie eine Ikone“) ist ein Lied des britischen Musikers Paul McCartney, das 1993 als Single A-Seite veröffentlicht wurde. Komponiert wurde es von Paul McCartney.

## Hintergrund

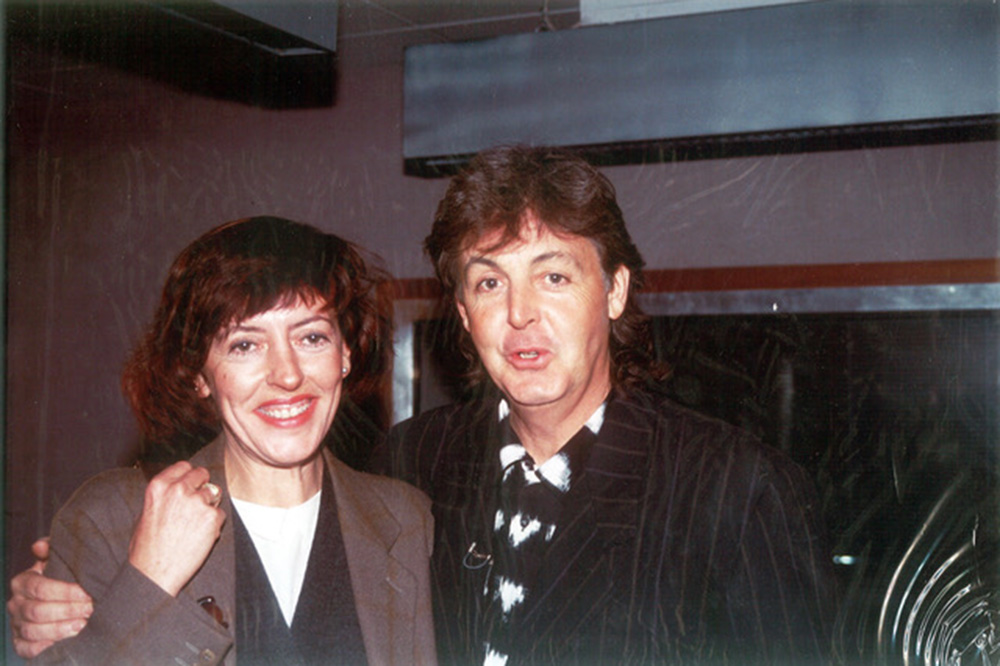
Paul McCartney während eines Interviews im September 1993

Biker Like an Icon wurde wie Hope of Deliverance in Paul McCartneys Haus in East Sussex auf einer 12-saitigen Akustikgitarre komponiert. Es war das erste Lied, das für das Album Off the Ground aufgenommen wurde. Am 25. November 1991 nahm McCartney mit seiner Band in einem Take das Lied während einer Bandprobe auf.
Hamish Stuart schrieb im Programmheft der New World Tour über die Aufnahme: „Ein paar Wochen später hörten wir es uns noch einmal an, schauten uns an und dachten: Werden wir einen Tag damit verbringen, zu versuchen, das zu verbessern? Das hat keinen Sinn. Die Magie ist da.“
Paul McCartney schrieb im gleichen Programmheft über die Entstehung von Biker Like an Icon: „Linda sprach über Kameras, und sie sagte: "Ich mag eine Leica, die zu einer Nikon wurde." Ich fing an, damit herumzuspielen, und es wurde ein Biker, der ein Mädchen hatte, das ihn wie eine Ikone liebte – "Biker Like An Icon". Ich mag verwirrende Titel. Ich erinnere mich an die Zeit, als John und ich uns immer die neuen Titel in den amerikanischen Charts ansahen und von Dingen wie "Quarter To Three" von U. S. Bonds fasziniert waren – worum könnte es da gehen? Es war sehr wichtig für uns, einen Titel zu bekommen, der diesen Buzz hat.“
Ursprünglich sollte Biker Like an Icon als Single im April 1993 in Großbritannien erscheinen, dieses wurde aber nicht realisiert, stattdessen wurde sie aufgrund der Veröffentlichung des Livealbums Paul Is Live in Kontinentaleuropa veröffentlicht. Biker Like an Icon war die vierte Singleauskopplung aus dem Album Off the Ground, sie erreichte Platz 62 in Deutschland in den Charts. In Großbritannien wurde die Single nicht veröffentlicht. In den USA erschienen nur Jukebox-Singles.
Für das Lied Biker Like an Icon wurde ein Musikvideo unter der Regie von Richard Heslop produziert. Das Video zeigt Tamzin Haughton und Mike Leigh auf einem Roadtrip von Los Angeles nach Las Vegas im Jahr 1993.
Biker Like an Icon wurde 1993 während McCartneys New World Tour gespielt. Eine Aufnahme des Liedes, aufgenommen am 26. Mai aus dem Folsom Field in Boulder, Colorado, während der Tour, ist auf dem Album Paul Is Live zu hören.

## Aufnahme

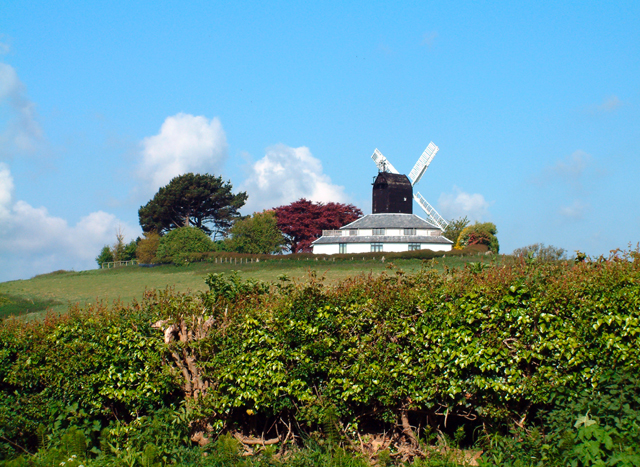
Im Hogg Hill Mill Studio wurden die überwiegenden Aufnahmen eingespielt

Die Aufnahmesession für Biker Like an Icon fand am 25. November 1991 in McCartneys eigenem Hogg Hill Mill Studio in Sussex statt, wobei Julian Mendelsohn und Paul McCartney als Produzenten fungierten. Bob Kraushaar war der Toningenieur der Aufnahmen. Die Abmischung des Liedes fand im September/Oktober 1992, ebenfalls im Hogg Hill Mill Studio, statt.
Besetzung:
- Paul McCartney: Gesang, Akustische Gitarre, Perkussion
- Linda McCartney: Keyboard
- Paul ’Wix’ Wickens: Klavier, Keyboard
- Hamish Stuart: Bassgitarre, Hintergrundgesang
- Robbie McIntosh: E-Gitarre
- Blair Cunningham: Schlagzeug

## Coverversionen
Es gibt keine Coverversion von Biker Like an Icon.

## Veröffentlichung
- Am 1. Februar 1993 erschien das Album Off the Ground, auf dem sich Biker Like an Icon befindet.
- In den USA erschien am 20. April 1993 eine 7″-Vinyl-Jukebox-Single Biker Like an Icon / Things We Said Today (Live) auf weißem Vinyl,[4] sowie auf schwarzem Vinyl.[5]
- Ursprünglich war es geplant, Biker Like an Icon in Großbritannien am 26. April 1993 als dritte Single zu veröffentlichen; es wurden 5″-CD-Promotionsingles mit den Liedern Biker Like an Icon / Things We Said Today (Live) / Mean Woman Blues (Live) / Midnight Special (Live) an Radiostationen verteilt.[6] Die drei Live-Aufnahmen sind unveröffentlichte Lieder vom Album Unplugged (The Official Bootleg). Die Single wurde aber in Großbritannien nicht realisiert.
- In Deutschland und anderen Ländern von Kontinentaleuropa wurde als vierte Single am 8. November 1993 die 5″-CD-Single Biker Like an Icon / Midnight Special (Live) / Things We Said Today (Live) / Biker Like an Icon (Live) veröffentlicht.[7] In den Niederlanden erschien am 8. November 1993 die 5″-CD-Single Biker Like an Icon / Biker Like an Icon (Live).[8] In Kontinentaleuropa wurde die Single zu Werbezwecken für das Live-Album Paul Is Live veröffentlicht, so stammt auch die Liveversion von Biker Like an Icon von diesem Album. In Spanien wurde eine 7″-Vinyl-Promotionsingle hergestellt, die auf beiden Seiten die Studioversion von Biker Like an Icon enthält.[9]
- Am 15. November 1993 erschien das Album Paul Is Live, auf dem sich eine Liveversion von Biker Like an Icon befindet.